# Wanadynit

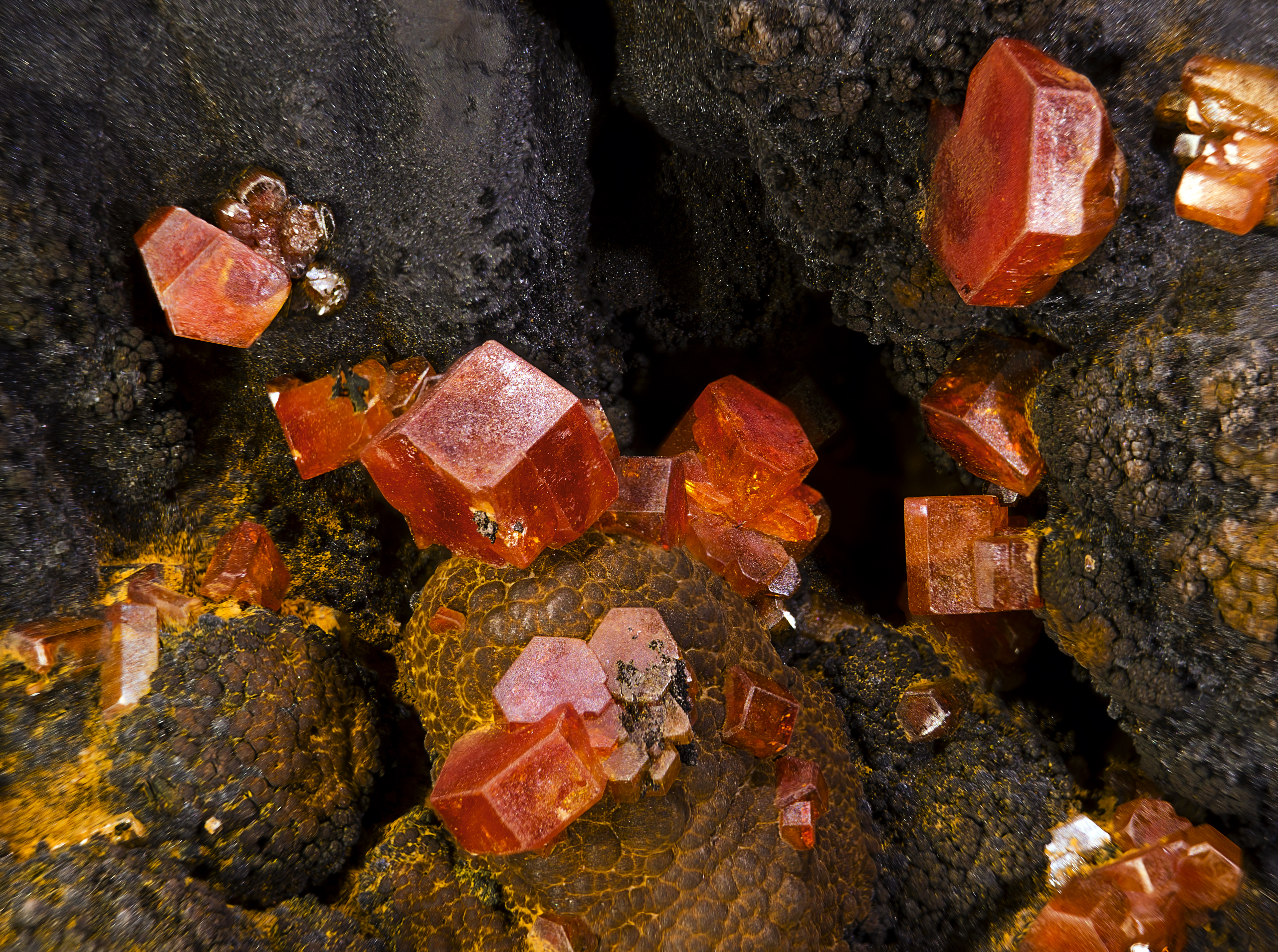
Wanadynit na piroluzycie (pokazano obszar 5 cm)

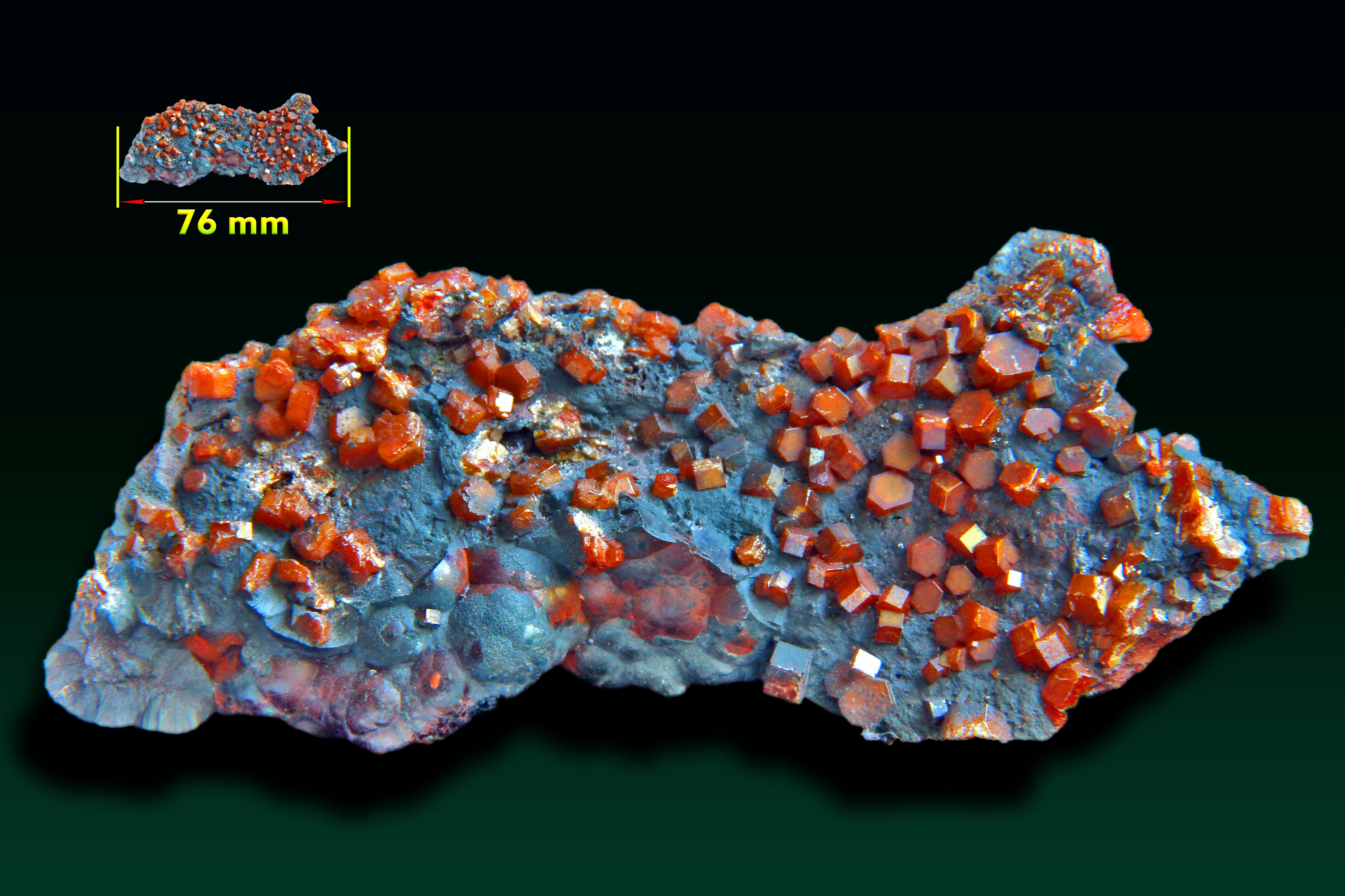
Wanadynit na tlenkach Fe-Mn - Taouz, Antyatlas, Maroko.

Wanadynit (vanadynit) – minerał z gromady wanadanów. Należy do grupy minerałów bardzo rzadkich, tylko lokalnie tworzy duże wystąpienia.
Nazwa pochodzi od pierwiastka wanadu, który jest składnikiem tego minerału.

## Charakterystyka

### Właściwości
Zazwyczaj tworzy kryształy o pokroju słupkowym, igiełkowym, tabliczkowym lub płytkowym. Najczęściej krystalizuje w postaci słupa heksagonalnego zakończonego podwójną piramidą. Występuje w skupieniach włosowych, ziarnistych, nerkowatych, groniastych, kulistych. Tworzy też agregaty igiełkowe, promieniste, czasami włókniste. Jest kruchy, przeświecający bądź przezroczysty. Jest izostrukturalny z mimetezytem, apatytem, piromorfitem. Okazy bogate w arsen są nazywane endlichitem. Łatwo topliwy. Jest minerałem rozpuszczalnym w mocnych kwasach.

### Występowanie
Powstaje jako minerał wtórny w strefach utleniania kruszców ołowiu, zwłaszcza w suchym klimacie. Współwystępuje z piromorfitem, wulfenitem, kalcytem, galeną, mottramitem, cerusytem, goethytem i barytem. 

### Miejsca występowania
Na świecie: Rosja, Meksyk, Maroko, USA, Namibia, Austria, Hiszpania, Słowenia.
W Polsce: W okolicach Bielawy w Górach Sowich i na Izerskich Garbach w Górach Izerskich. 

### Zastosowanie
- ważna ruda wanadu – zawiera 19,2% V,
- służy do otrzymywania bardzo twardych stopów z żelazem,
- służy jako barwnik,
- do produkcji środków ochrony roślin,
- do produkcji kwasu siarkowego,
- poszukiwany przez kolekcjonerów,
- bywa stosowany jako kamień jubilerski.